# ۷۵۸ (قمری)
۷۵۸ (قمری)، هفتصد و پنجاه و هشتمین سال در گاهشماری هجری قمری است. اول محرم این سال برابر با دوم ژانویه سال ۱۳۵۷ میلادی است.

## درگذشتگان
- ملک اشرف چوپانی آخرین پادشاه چوپانی

## وابسته
- آل اینجو